# Municipalità locale di Mohokare
Mohokare è una municipalità locale (in inglese Mohokare Local Municipality) appartenente alla municipalità distrettuale di Xhariep della provincia di Free State in Sudafrica. 
In base al censimento del 2001 la sua popolazione è di 36.321 abitanti.
La sede amministrativa e legislativa è la città di Zastron e il suo territorio si estende su una superficie di 8.776 km² ed è suddiviso in 5 circoscrizioni elettorali (wards). Il suo codice di distretto è FS163.

## Geografia fisica

### Confini
La municipalità locale di Mohokare confina a nord e a est con quella di Municipalità locale di Naledi (Motheo), a est con il Lesotho, a sud con quelle di  Senqu e Maletswai (Ukhahlamba/Provincia del Capo Orientale) e a ovest con quella di Kopanong.

### Città e comuni
- Matlakeng
- Mofulatshepe
- Role-le-ya-Thunya
- Rouxville
- Smithfield
- Zastron

### Fiumi
- Boesmanskopspruit
- Kleinspruit
- Klipspruit
- Knoffelspruit
- Kornetspruit
- Kroonspruit
- Leeuspruit
- Nuwejaarspruit
- Orange
- Ospoortspruit
- Rietspruit
- Ruigtespruit
- Sanddrifspruit
- Skulpspruit
- Slykspruit
- Vaalspruit
- Vinkelspruit
- Wilgeboomspruit
- Winnaarspruit
- Witspruit

### Dighe
- Kloof Dam
- Koppieskraal Dam
- Montague Dam
- Rietwater Dam
- Smithfield Dam
- Strydompoortdam
- Vaalbankspoort Dam